# Catedral de Cúcuta
La Catedral de Cúcuta o Parroquia San José Catedral es un templo religioso catedralicio de culto católico bajo la advocación de San José, ubicado frente al Parque Santander, en la zona céntrica de la ciudad colombiana de Cúcuta. 
Su construcción inicio a mediados del siglo XIX y culminó en los primeros años de los 70 del mismo siglo. La iglesia fue destruida debido por el Terremoto de Cúcuta de 1875 y posteriormente reconstruida en el mismo lugar en un proceso que duró más de 50 años. Fue erigida como Catedral y sede principal de la Diócesis de Cúcuta al fundarse esta última, el 29 de mayo de 1956.
Alberga las imágenes de Nuestra Señora de Cúcuta y de San José, que se mantuvieron intactas, tras el Terremoto de Cúcuta de 1875.

## Historia

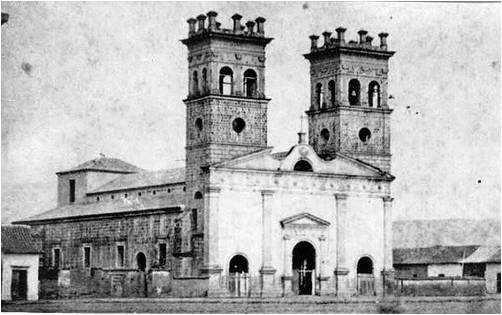
La primera Iglesia de San José

El original templo de San José fue construido a principios de la década de los setenta del siglo XIX, gracias a la gestión del párroco Domingo Antonio Mateus. Los constructores fueron los ingenieros bogotanos Pascual Pinzón y Gregorio Peña. Mayordomo fue Antonio Ángel, que también desempeñaba el cargo de sacristán del templo San Juan de Dios. Era un claustro que destacaba por su imponentes torres de estilo romano y sus detalles clásicos. Fue el fruto de una ardua labor y el gran deseo de contar con una iglesia a la altura de la creciente Villa de San José de Cúcuta, que contaba en ese tiempo con una iglesia muy modesta y rústica. Fue diseñado en predios vírgenes de propiedad del clero y para financiar la obra, los terrenos adyacentes se hipotecaron o vendieron.
Poco tiempo después de su inauguración, sucedió el hecho más trágico de la historia de Cúcuta, el terremoto de 1875, que volvió destrozos muchos edificios incluida la iglesia de San José. El 22 de mayo de 1875, el Arzobispo de Bogotá, Vicente Arbeláez envió una carta al tener conocimiento del infortunio, como medio eficaz para provocar la caridad cristiana alrededor de los sobrevivientes.
Transcurrido un tiempo, los cucuteños iniciaron la reconstrucción de la ciudad. La Asamblea legislativa del Estado Soberano de Santander, del cual Cúcuta hacia parte, emitió una ley que establecía:
```
La nueva ciudad de San José de Cúcuta se reedificará en el punto o sitio que ocupaba la antigua población, conservando en cuanto sea posible la misma situación de las plazas y edificios públicos.
```

Sin embargo la iglesia no sería reconstruida en unos anos como inicialmente se hizo con la original, debido a la limitación de fondos y tal vez el escepticismo creado por la actividad sísmica -frecuente en la zona- y que destruyó el majestuoso templo, levantado apenas unos anos atrás. Su reconstrucción duraría más de 50 años.
El 12 de mayo de 1889, los cucuteños asistieron al acto de colocación de la primera piedra, que fue traída por 50 hombres desde la población vecina de San Antonio en el lado Venezolano. Hay que resaltar que la iniciativa poco avanzó en la reconstrucción, y que no fue hasta la asunción del párroco Demetrio Mendoza en 1905 que la construcción del nuevo templo de San José empezó a coger forma.
Desde 1905 la iglesia se fue levantando poco a poco, siguiendo un modelo diferente al del original templo, pero que igualmente gozaba de una exuberante calidad. Las partes de la iglesia se erigieron esencialmente en periodos discontinuos; una vez finalizada una parte, se iniciaba otra siempre y cuando se contara con los recursos suficientes. A continuación se encuentran los puntos más destacados que envolvieron su reconstrucción.
- En enero de 1909, se inició el encerchado o enmaderado del techo. La obra se pudo ejecutar gracias a lo producido por unas rifas a las que se consideran las primeras loterías que se jugaron en la ciudad. Se rifaron mensualmente $400, con boletas a $0,50 cada una.
- El 29 de junio de 1908, terminado de techar el altar mayor y una parte de la nave central, se celebró la primera eucaristía; la segunda, fue el 16 de julio de 1908, al terminarse el techado de la obra, y la tercera, el 15 de agosto, día de la Asunción de la Virgen, en acción de gracias por haber terminado el pañetado de las paredes del templo.
- El 28 de noviembre de 1915, “sonaron por primera vez”, las campanas obsequiadas por el comerciante Felipe Cristancho.
- Adela Fontana de Abbo, esposa de Tito Abbo, propietario de la Casa Riboli de Cúcuta, obsequió al templo de San José “unas bellas y artísticas viacrucis en alto relieve, traídas de Italia. Se estrenaron en la Semana Santa de 1924”. (Actualmente están en el templo San Rafael de Gramalote). La familia Abbo Montana siempre apoyó las obras de la Iglesia Católica en la ciudad.
- El 15 de noviembre de 1926, monseñor Rafael Afanador y Cadena dividió la parroquia de San José en dos y creó la de San Antonio de Padua. La primera, considerada como central, tuvo por límite la avenida octava. Para San José fue designado como párroco Luis Jesús Quiroz, y para la de San Antonio, Juan Nepomuceno Gélvez. Tomaron posesión el 10 de enero de 1927, día que se inauguró solemnemente la parroquia de San Antonio.
- El 18 de enero de 1931, el párroco Alfredo Cala Phillips organizó un bazar para reunir fondos para la construcción de la torre que faltaba. Como dato curioso, “se ideó un laberinto de cañas a donde el que entraba se perdía después de seguir las vueltas que en espiral daban los varios caminos que se seguían. Cuando un perdido ya cansado pedía auxilio para salir del laberinto, debía cancelar una cantidad de dinero".
- El 12 de marzo de 1940, los esposos Rudesindo Soto y Amelia Meoz obsequiaron $50 para la construcción del templo.
- La Ordenanza 4, del 18 de mayo de 1943, dio $5.000 para ayudar a la construcción del templo.
- La Ordenanza 17, del 14 de junio de 1944, auxilió con $5.000, los trabajos de construcción del templo.
- El 18 de mayo de 1945, al celebrarse 70 años del terremoto de Cúcuta, el párroco Daniel Jordán celebró solemnemente varios oficios fúnebres.
- La Ordenanza 12 del 10 de noviembre de 1950, auxilió con $50 las obras parroquiales.
- El 7 de junio de 1946, a las 11:30 a. m., se desató en el interior del templo un incendio de grandes proporciones que dañó parte del techo. Una viga cayó y volvió pedazos el púlpito de mármol que había traído el sacerdote Demetrio Mendoza.
- Mediante el Decreto 713 de 1951, el gobernador Moneada Rojas concedió un auxilio de $10 000 para continuar la construcción del templo.
- El 1 de febrero de 1951, circuló en la ciudad la noticia sobre la creación de la Diócesis.
- Para arreglar la fachada del templo de San José, el municipio auxilió con $10 000 al párroco Daniel Jordán.
- El 18 de mayo de 1950, al cumplirse 75 años del terremoto de Cúcuta, la imagen de Nuestra Señora de Cúcuta fue coronada y se dispuso que el último domingo de mayo fuera la fiesta patronal. Se reconoció a San José como el patrono y a Nuestra Señora de Cúcuta, como la patrona. La imagen es una linda talla de estilo quiteño, ubicada en un altar lateral de la Catedral San José.
- La bula pontificia del Papa Pío XII que creó la Diócesis de Cúcuta el 29 de mayo de 1956, erigió en catedral el templo de San José.

## Descripción
Al inicio de las naves laterales, parte superior, están ubicados dos óleos que muestran momentos significativos en la vida del santo patrono : el bautizo y la muerte.
La nave principal de la catedral, compuesta por 16 columnas de estilo romano, que en la parte superior tiene unos capiteles dóricos, puede albergar gran número de creyentes.
Entre la nave principal y los laterales, hay un espacio en el cual están ubicados diferentes vitrales traídos desde Roma por el sacerdote Daniel Jordán, por la nave central escenas del evangelio que relatan momentos de la vida de la Sagrada Familia de Nazareth, por las entradas laterales se pueden observar los apóstoles de Jesús. Los vitrales de la nave lateral derecha muestran imágenes de la Madre de Dios y sus revelaciones a los hombres encontrado al final su Inmaculado Corazón y en la nave izquierda los misterios del Corazón de Cristo rematando en el centro con este. Rematando la nave central en el altar mayor sobre la cátedra del Obispo un vitral del Espíritu Santo, réplica del que se encuentra en el altar de la Cátedra de San Pedro en la Basílica Vaticana.
Una de las partes que muchos de los creyentes visitan es el confesionario. En la catedral San José hay cuatro antiguos, en madera tallada.
En la nave lateral derecha se encuentra la capilla dedicada al Santísimo donde se encuentra un moderno confesionario episcopal, destaca el altar auxiliar en mármol, el sagrario y sobre este levantada la imagen de Nuestra Señora de Cúcuta coronada como tal el 18 de mayo de 1950 al cumplirse el 75.º aniversario del terremoto, esta es la imagen de Nuestra Señora de los Remedios, de talla quiteña, que quedó intacta entre las ruinas a que redujo el terremoto del 18 de mayo de 1875, sobreviviendo solo esta imagen, las puertas del templo y la imagen de San José conservada en la sacristía.
De igual manera allí podemos encontrar la imagen de Nuestra Señora de Los Dolores, réplica de la famosa de Sevilla (España), al frente apreciamos a Nuestra Señora de Cúcuta el sismo de 1875 el templo y la ciudad entera
Al costado derecho del Altar Mayor está el altar del Santísimo, lugar donde se realiza adoración permanente.
En la capilla lateral izquierda, dedicada al Santo patrono con su respectivo altar auxiliar, están las criptas de los obispos de la Diócesis de Cúcuta, allí reposan los restos mortales de Mons. Luis Pérez Hernández, CJM, Mons. Pablo Correa León y Mons. Jaime Prieto Amaya, además de ser esta capilla la entrada a la cripta de los sacerdotes diocesanos, donde también reposan los restos de Doña Juana Rangel de Cuellar fundadora de la ciudad y del primer párroco de la Iglesia San José.
También se puede observar el Santo Sepulcro de talla española que se localiza en su capilla y es el paso principal de la procesión del Viernes Santo de cada año.
Al costado izquierdo del Altar Mayor está el Baptisterio, lugar donde se oficia el sacramento del Bautismo. Está tallado en mármol y fue traído de Roma.
Desde el Altar Mayor se puede apreciar el aspecto interior de la cúpula principal de la catedral. En ella se observa la entrada de San José al cielo, a su alrededor varios vitrales que representan las jerarquías celestiales y cuatro pechinas que representan la Eucaristía, la Madre de Dios, la Tradición Eclesiástica y los cuatro Evangelistas.
El Altar Mayor de la Catedral es uno de los elementos de gran riqueza artística. Es tallado en mármol y fue traído desde Roma, y llegó a la ciudad por la vía de Maracaibo, gracias a las posibilidades de comunicación que para la época ofrecía el Ferrocarril de Cúcuta.
En la entrada de la sacristía está un panteón osario a lado y lado contiene los restos de las principales personalidades, que de una u otra manera han incidido en el desarrollo del templo, sobre estos osarios se pueden observar vitrales que ilustran las misas de San Gregorio Magno, la resurrección del Señor, el Purgatorio y el Juicio Final. En cuanto a pinturas se encuentra el cuadro de monseñor Pérez Hernández y el mural viático a Bolívar, obras del reconocido Marco León Mariño. En la pared del frente se encuentran las antiguas puertas de los confesionarios que son tallas en madera y representan las parábolas del Hijo Pródigo y el Buen Pastor, entre otras. Sobre las tallas se encuentra la imagen de San José, que también apareció incólume entre las ruinas del terremoto.
Como todo templo antiguo tiene en su sacristía la Piscina Sagrada que no es más que el lugar donde los sacerdotes se lavan las manos en preparación para la Eucaristía.
El historiador Leonardo Molina Lemus en su interesante patrimonio cultural de Norte de Santander cita algunos honrosos conceptos sobre el templo, como el de la periodista española María Victoria Aramendia sorprendida ante las arcadas y columnas de románico puro, en nota publicada en "El Tiempo" de Bogotá, conceptuaba que la catedral de Cúcuta era uno de los templos más imponentes y sobrios que había observado en Colombia. Dos sacerdotes norteamericanos que realizaban gira por Sur América desde Argentina, le manifestaron a monseñor Luis Alejandro Jaimes que la catedral de Cúcuta era el templo más ajustado a las normas posconciliares que habían encontrado hasta ahora en su recorrido por ocho países.
También cita el maestro Molina Lemus, al sacerdote y académico Juan Botero Restrepo, quien anota en su "Breve Historia de la Diócesis de Cúcuta", la catedral luce toda su maravillosa ornamentación, preparada a lo largo de 20 años por su párroco, el presbiterio Daniel Jordán: de mármol de Carrara son el altar y el solio, de Murano sus enormes arañas, los vasos sagrados están cuajados de perlas y los ornamentos tejidos en hilos de oro. Finalmente, es maravillosa la celda de alabastro del Santísimo y el órgano.

## Anecdotario
- En su interior se encuentran los restos del Primer Obispo de Cúcuta Monseñor Luis Pérez Hernández.
- Es reseñable que alberga cuadros del pintor cucuteño Salvador Moreno.
- El 19 de marzo de 1920 (día de San José), se estrenó el órgano en este edificio, donado por Rudesindo Soto.
- Es una de las Pocas Catedrales del Mundo que cuenta con dos Imágenes en Mármol de San Pedro y San Pablo que fueron traídas directamente desde Roma.

## Galería de fotos

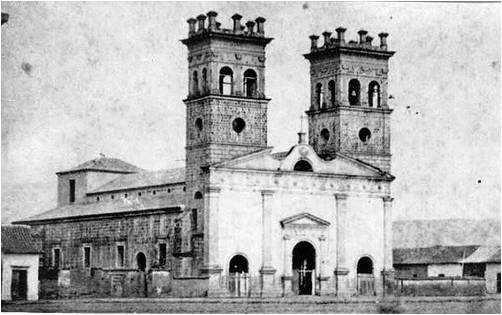
Fachada antigua
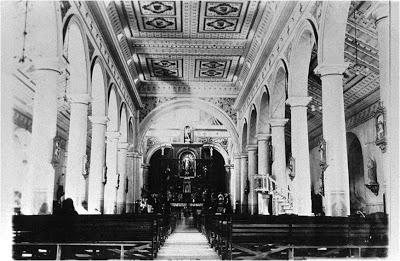
Interior del Templo antes del terremoto de Cúcuta
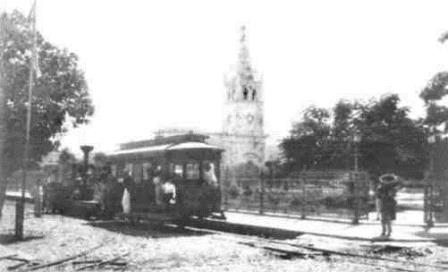
La iglesia actual, todavía en construcción.
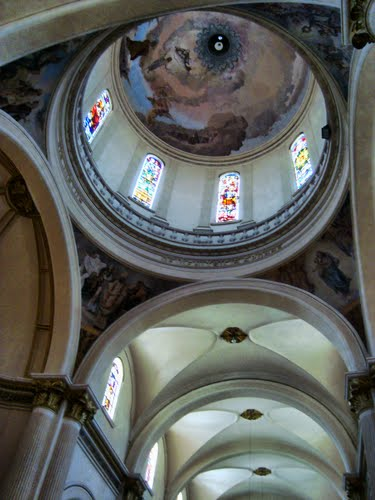
Vista Interna de la Cúpula
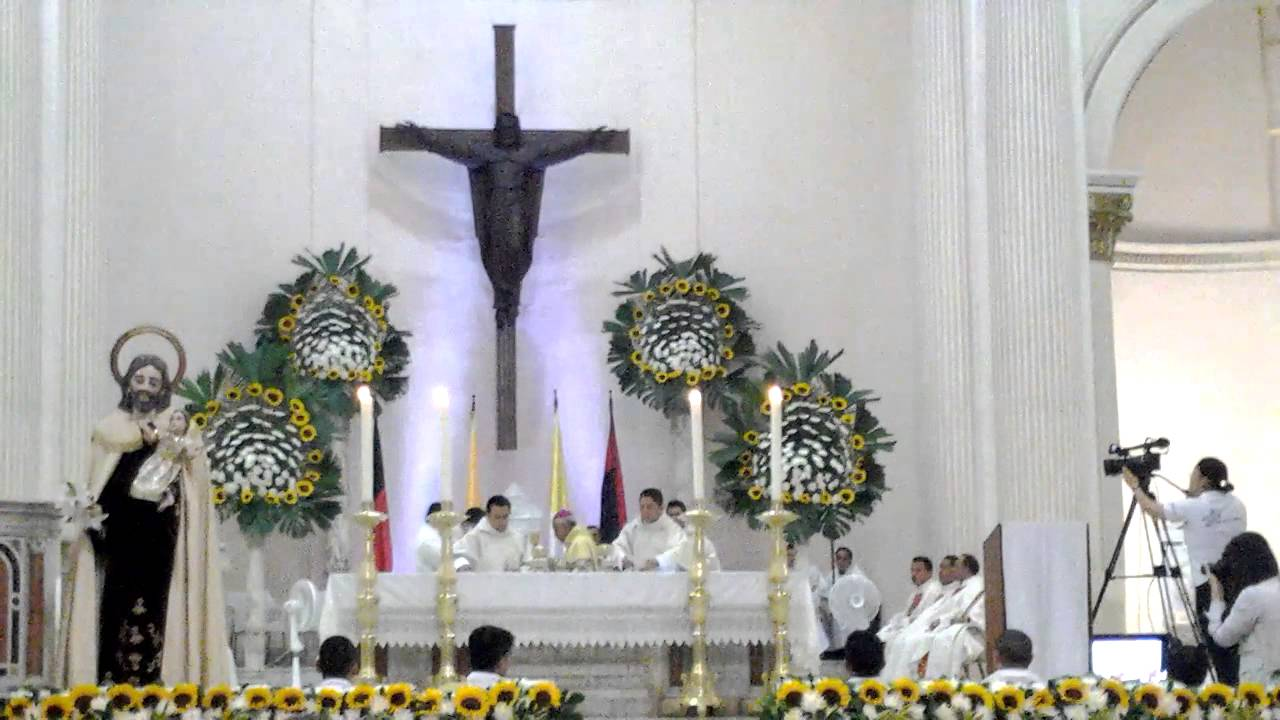
Altar Mayor e Imagen de San José sobreviviente al terremoto de Cúcuta
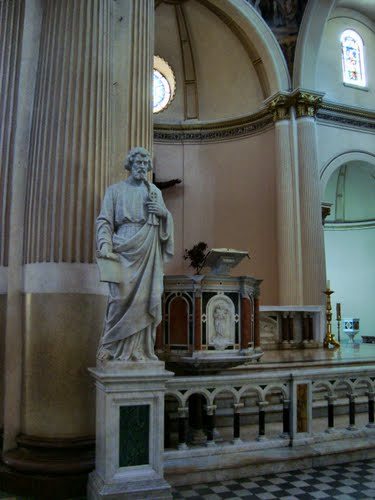
Imagen de San Pedro en mármol blanco y Púlpito de mármol traídos de Roma
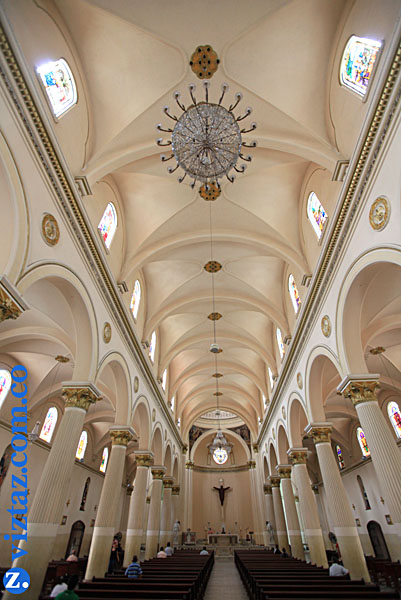
Bóveda de la Nave Central